# Cosío
Cosío – niewielka miejscowość w środkowym Meksyku, w północnej części stanu Aguascalientes, siedziba władz gminy Cosío. Miejscowość jest położona na płaskowyżu, w górach Sierra Madre Wschodnia na wysokości 2 012   m n.p.m.. Cosío leży około 60 km na północ od stolicy stanu Aguascalientes. W 2010 roku ludność miasteczka liczyła 4 898 mieszkańców. Miasto powstało z przekształcenia rancza Cornelio Acosta w miejscowość dekretem gubernatora 1857 roku. Nazwę miastu nadano dla uczczenia gubernatora Aguascalientes Don Luisa de Cosío.
W miasteczku warto zwiedzić kilka zabytkowych kościołów z oryginalnym kościołem poświęconym Dziewicy z Guadalupe (Virgen de Guadalupe) zbudowanym w latach 1930-1933 oraz wiele zabytków kolonialnych z hacjendą La Punta na czele.
Corocznie w dniach od 25 do 31 grudnia trwa festyn na cześć patrona miasta - San Jose, oraz dla uczczenia pamięci bohaterów rewolucji meksykańskiej. Ponadto co roku odbywa się procesja, w której upamiętniana jest męka i śmierć Chrystusa. 